# Pardosa sinistra
Pardosa sinistra är en spindelart som först beskrevs av Tord Tamerlan Teodor Thorell 1877.  Pardosa sinistra ingår i släktet Pardosa och familjen vargspindlar. Inga underarter finns listade i Catalogue of Life.